# Deutsche Fußballmeisterschaft 1919/20
Nach fünf Jahren ohne Fußball auf Reichsebene wurde im Jahr 1920 wieder eine deutsche Fußballmeisterschaft, die dreizehnte, ausgetragen.
Der Erste Weltkrieg hatte fast alles verändert in Deutschland. Nur die Austragung der ersten Meisterschaftsendrunde nach dem Krieg schien auf den ersten Blick davon ausgenommen. Wie vor dem Krieg wurden sieben Regionalmeister (Süd, West, Nord, Mitte, Berlin-Brandenburg, Südost, Nordost) ermittelt, die gemeinsam mit dem Titelverteidiger (der letzte Vorkriegsmeister, die SpVgg Fürth) im Pokalmodus den deutschen Meister ausspielten.
Doch auf den zweiten Blick wurden auch im deutschen Fußball enorme Veränderungen sichtbar. Da waren zunächst die territorialen Veränderungen Deutschlands (Abtretung Nordschleswigs, Westpreußens, Elsass-Lothringens und Eupen-Malmedys), von denen sechs der sieben Fußballregionen betroffen waren; allerdings handelte es sich bei den abgetretenen Gebieten in der Regel um keine fußballerischen Hochburgen.
Dann wurden im Jahre 1920 auch die gesellschaftlichen Risse in der neuen Weimarer Republik sichtbar. Neben dem bürgerlich ausgerichteten Deutschen Fußball-Bund trug nun auch die Sportorganisation der Arbeiterschaft, der Arbeiter-Turn- und Sportbund (ATSB) im Jahre 1920 eine deutsche Fußballmeisterschaft aus. Erster Meister des ATSB wurde der TSV Fürth.
Weitere Verbände, die gesellschaftliche Gruppen repräsentierten, sollten folgen: 1921 die Deutsche Jugendkraft (DJK, Organisation der katholischen Kirche), 1925 die Deutsche Turnerschaft (DT) und 1931 der Rotsport (Organisation der Kommunisten, eine Abspaltung des ATSB).
Neu war aber auch der enorme Boom, den der Fußball nach dem Krieg erlebte. Dies zeigte sich nicht nur anhand zahlreicher neuer Vereinsgründungen und steigender Mitgliederzahlen in den Vereinen, sondern auch in den Zuschauerzahlen. So wollten 35.000 Besucher das erste Nachkriegsfinale in Frankfurt am Main sehen und selbst die durchschnittliche Zuschauerzahl der Viertel- und Halbfinalspiele lag mit rund 7160 Besuchern noch über dem Finalbesuch des Jahres 1914 mit rund 6000 Zuschauern.
Auch die sportlichen Schwerpunkte hatten sich verlagert. Mit dem VfB Leipzig und der SpVgg Fürth nahmen an dieser Endrunde nur zwei Mannschaften teil, die auch vor dem Krieg schon einmal an einer Meisterschaftsfinalrunde teilgenommen hatten. So sah die Meisterschaft 1920 sechs Endrundenneulinge, unter denen mit dem 1. FC Nürnberg eine Mannschaft spielte, die nicht nur zum ersten Mal deutscher Meister werden, sondern zum erfolgreichsten Team der 1920er-Jahre aufsteigen sollte.

## Teilnehmer an der Endrunde
| Verein                            | Qualifiziert als                                       |
| FC Titania Stettin                | Meister des Baltischen Rasensport-Verbandes            |
| Vereinigte Breslauer Sportfreunde | Meister des Südostdeutschen Fußballverbands            |
| SC Union Oberschöneweide          | Meister des Verbandes Brandenburger Ballspielvereine   |
| VfB Leipzig                       | Meister des Verbandes Mitteldeutscher Ballspielvereine |
| SV Arminia Hannover               | Meister des Norddeutschen Fußballverbandes             |
| VfTuR 1889 München-Gladbach       | Meister des Westdeutschen Spielverbandes               |
| 1. FC Nürnberg                    | Meister des Verbandes Süddeutscher Fußballvereine      |
| SpVgg Fürth                       | Titelverteidiger                                       |

## Viertelfinale
| Datum        |                      | Ergebnis             |                             | Stadion                              |
| ------------ | -------------------- | -------------------- | --------------------------- | ------------------------------------ |
| 16. Mai 1920 | Vgt. Breslauer Spfr. | 3:2 (1:1)            | SC Union Oberschöneweide    | Breslau, Platz von Schlesien Breslau |
| 16. Mai 1920 | SpVgg Fürth          | 7:0 (2:0)            | VfTuR 1889 München-Gladbach | Mannheim, Platz an den Brauereien    |
| 16. Mai 1920 | SV Arminia Hannover  | 1:2 n. V. (1:1, 1:0) | FC Titania Stettin          | Kiel, Holstein-Stadion               |
| 16. Mai 1920 | VfB Leipzig          | 0:2 (0:0)            | 1. FC Nürnberg              | Halle (Saale), Sportplatz am Zoo     |

## Halbfinale
| Datum        |                      | Ergebnis  |                | Stadion                         |
| ------------ | -------------------- | --------- | -------------- | ------------------------------- |
| 30. Mai 1920 | Vgt. Breslauer Spfr. | 0:4 (0:1) | SpVgg Fürth    | Leipzig, Wackerstadion Debrahof |
| 30. Mai 1920 | FC Titania Stettin   | 0:3 (0:2) | 1. FC Nürnberg | Berlin, Preussen-Platz          |

## Finale
| 1. FC Nürnberg                                                 | 1. FC Nürnberg | SpVgg Fürth | SpVgg Fürth |
| -------------------------------------------------------------- | --- | --- | ----------- |
| 1. FC Nürnberg                                                 | \| Sonntag, 13. Juni 1920 in Frankfurt am Main (Sandhöfer Wiesen) \| \| Ergebnis: 2:0 (1:0) \| \| Zuschauer: 35.000 \| \| Schiedsrichter: Peco Bauwens (Köln) \|    | \| Sonntag, 13. Juni 1920 in Frankfurt am Main (Sandhöfer Wiesen) \| \| Ergebnis: 2:0 (1:0) \| \| Zuschauer: 35.000 \| \| Schiedsrichter: Peco Bauwens (Köln) \|                   | SpVgg Fürth |
| 1. FC Nürnberg                                                 | Heinrich Stuhlfauth – Gustav Bark, Johann Steinlein – Anton Kugler, Hans Kalb, Carl Riegel – Wolfgang Strobel, Luitpold Popp, Willy Böß, Heinrich Träg, Péter Szabó | Ludwig Gebhardt – Hans Ammerbacher, Georg Wellhöfer – Heinrich Schuster, Hans Hagen, Georg Löblein – Leo Fiederer, Andreas Franz, Leonhard Seiderer, Viktor Hierländer, Hans Sutor | SpVgg Fürth |
| 1. FC Nürnberg                                                 | 1:0 Popp (12.) 2:0 Szabó (73.) | | SpVgg Fürth |
| Sonntag, 13. Juni 1920 in Frankfurt am Main (Sandhöfer Wiesen) | | |             |
| Ergebnis: 2:0 (1:0)                                            | | |             |
| Zuschauer: 35.000                                              | | |             |
| Schiedsrichter: Peco Bauwens (Köln)                            | | |             |

## Torschützenliste

Fahne
zur Meisterschaft
am Frankenstadion

| Spieler | Spieler           | Verein         | Spiele | Tore |
| ------- | ----------------- | -------------- | ------ | ---- |
| 1.      | Viktor Hierländer | SpVgg Fürth    | 3      | 4    |
| 1.      | Leonhard Seiderer | SpVgg Fürth    | 3      | 4    |
| 1.      | Heinrich Träg     | 1. FC Nürnberg | 3      | 4    |